# Ursula Karusseit
Ursula Karusseit (Elbing, Alemania; 2 de agosto de 1939-Berlín; 1 de febrero de 2019) fue una actriz y directora teatral alemana de gran notoriedad en la República Democrática Alemana, en el teatro Maxim Gorki y otros escenarios berlineses.
Destacada intérprete de Bertolt Brecht en Madre Coraje y sus hijos, Mahagonny, Santa Juana de los mataderos y El alma buena de Se-Chuan y de otros dramaturgos como Shakespeare, Racine, Heiner Müller, etc. Casada con el director Benno Besson, fue la madre del actor Pierre Besson.